# 톰 글래빈
톰 글래빈(영어: Tom Glavine, 1966년 3월 25일 ~ )은 미국출신의 전 메이저 리그의 선수이다. 포지션은 투수이다. 주로 애틀랜타 브레이브스에서 활동했으며, 팀 동료인 그레그 매덕스, 존 스몰츠와 함께 '애틀랜타 3인방'으로 불렸다.

## 경력

### 프로 이전
고등학교에 다닐 때에는 아이스 하키와 야구를 함께 했었으며, 1984년에 있었던 NHL 드래프트에서는 로스앤젤레스 킹스로부터 4라운드에서 지명받았지만, 같은해 6월의 MLB 드래프트에서 애틀랜타 브레이브스로부터 2라운드에 지명받아 입단한다.

### 애틀랜타 브레이브스

#### 1987년 ~ 1997년
애틀랜타 브레이브스로부터 지명받아 입단한 글래빈은 1987년 8월 17일에 메이저 리그에 데뷔한다. 그리고 1988년에는 선발로테이션에 입지를 굳혔지만 7승 17패로 리그에서 최다패를 기록했다. 1989년에는 14승 8패의 좋은 성적과 함께 리그 3위에 해당되는 4완봉을 기록하며 비약적으로 발전하는 해가 됐다. 1990년은 10승 12패로 시즌을 보낸다.
1991년에는 5월까지 6승 0패로 이달의 투수를 받고, 자신 인생에서 처음으로 올스타전 출전과 함께 선발투수라는 소임을 맡게 된다. 그리고 시즌을 끝낼 당시의 성적은 20승 11패, 방어율 2.55라는 엄청난 성적과 함께 다승왕의 타이틀을 따낸다. 그리고 작년에 최하위였던 팀은 9년 만에 리그우승을 차지한다. 피츠버그 파이리츠와의 리그 챔피언십 시리즈에서는 2패를 했지만, 팀은 33년 만에 애틀랜타로 이전한 후 처음으로 리그우승을 한다. 미네소타 트윈스와의 월드시리즈에서는 1승 1패를 했지만, 팀은 3승 4패로 아쉽게 패퇴하고 만다. 시즌이 끝난 후에는 처음으로 사이 영 상을 수상했다. 1992년에는 1954년, 1955년에 2년연속으로 올스타전에서 선발로 출전한 로빈 로버츠 이래 처음으로 2년연속으로 올스타전 선발로 뽑혔지만, 1회 1아웃부터 7연속으로 안타를 맞는 등 2회도중까지 5실점의 난조를 보였다. 시즌에서는 20승 8패, 방어율 2.76과 리그 최다인 5번의 완봉을 기록하며, 팀의 2년연속 지구우승에 공헌한다. 전년과 같이 피츠버그 파이리츠와 대결이 되었던 리그 챔피언십 시리즈에서는 1차전에 선발등판하여 4안타 무사구 1실점으로 완투승을 했지만, 팀은 3승 4패로 패퇴한다. 사이 영 상의 투표에서는 시카고 컵스의 그레그 매덕스에 이어 2위가 됐다.
1993년에는 매덕스가 팀에 합류하고, 존 스몰츠, 스티브 에이버리와 함께 4천왕이라고 불린다. 22승 6패, 방어율 3.20을 기록하여, 1967년 ~ 1972년 사이에 퍼거슨 젠킨스가 3년연속 20승 이상을 기록한 이래 처음으로 3년 연속으로 20승을 기록하며, 동시에 3년연속 다승왕도 딴다. 1994년 8월에는 노사협상이 결렬되고, 선수들은 동맹 파업을 결행한다. 그와 동시에 메이저 리그선수회의 회장이였던 글래빈은 팬으로부터 노여움을 샀다. 동맹 파업이 해제되었던 1995년에는 선발등판을 할 때마다 야유가 쏟아졌다. 클리블랜드 인디언스와의 월드시리즈에서는 2승 2패로 활약하여 월드시리즈 MVP를 수상한다. 그와 동시에 팀은 연고지를 옮긴지 38년 만에 월드시리즈 챔피언이 된다.

#### 1998년 ~ 2002년

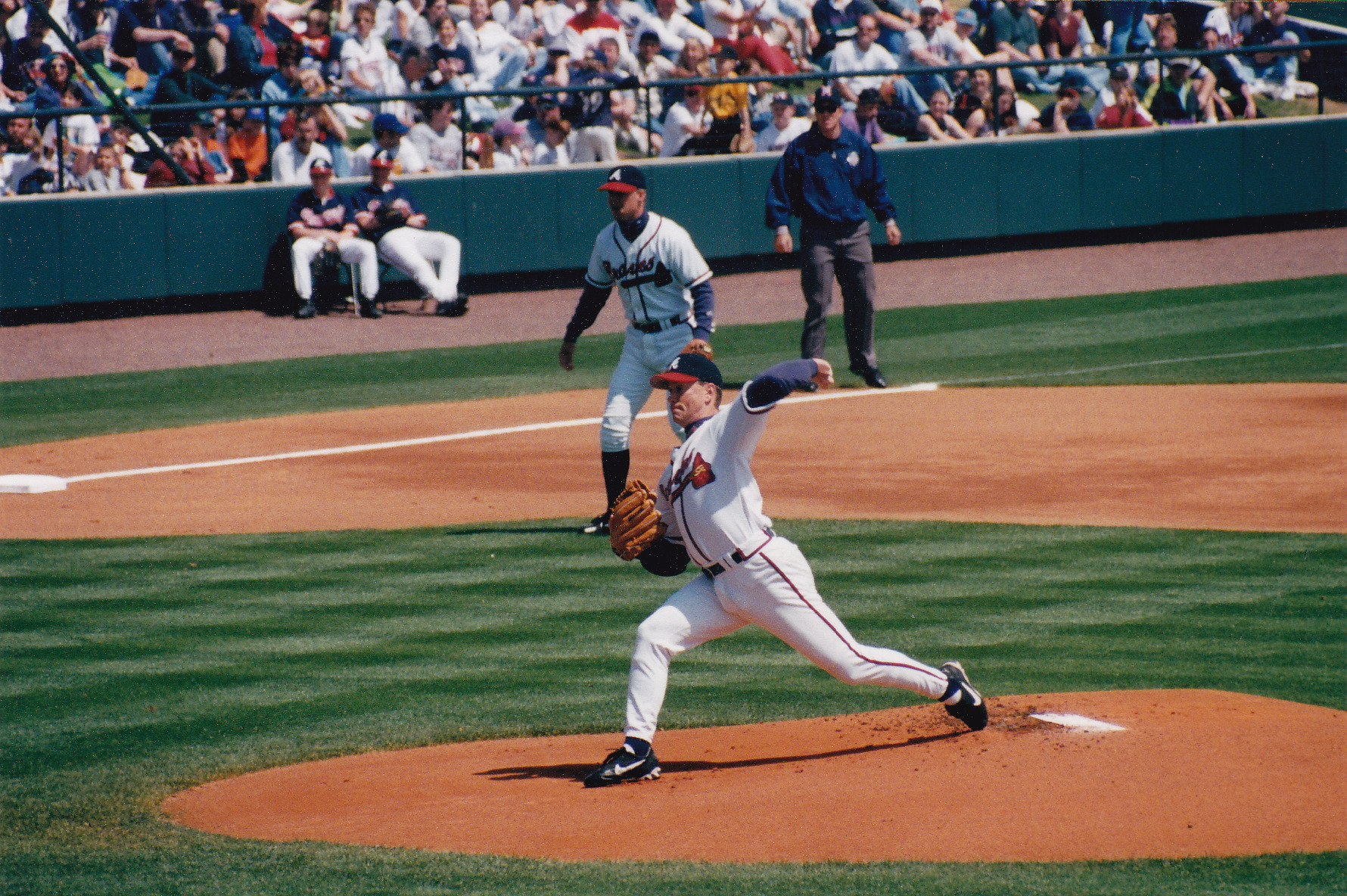
1998년 스프링 트레이닝 당시의 글래빈

1998년에는 20승 6패와 함께 커리어 하이인 방어율 2.47을 기록하며, 그와 함께 4번째로 다승왕 타이틀을 따냈다. 사이 영 상의 투표에서는 트레버 호프만이 1위로 글래빈은 그 아래인 2위를 맴돌았지만, 획득포인트에서 호프만보다 올라서 개인 통산 2번째로 사이 영 상을 수상하게 된다. 하지만, 스트라이크 존의 개정이 행해졌던 1999년에는 리그 최다인 259피안타를 기록하는 등 좋지 못한 시즌을 보냈다. 6월 4일까지 3승 7패, 방어율 5.00이였지만, 시즌을 끝낼 당시에는 전과 같은 상태로 복귀하여 14승 11패, 방어율 4.12로 시즌을 마친다.
2000년에는 스프링 트레이닝에서 매덕스에게 컷 패스트볼을 배웠다. 그리고 그 해에는 21승 9패, 방어율 3.40으로 5번째로 시즌 20승 이상과 함께 5번째 다승왕 타이틀을 차지했다. 7월 31일에는 메이저 리그역사상 96번째가 되는 200승을 달성한다. 2002년 6월 26일에는 내셔널리그에서 5번째로 같은 팀에서 2,000탈삼진을 달성한다.
2002년에는 6월까지 방어율 1점대를 유지하는 등 좋은 컨디션을 보이며, 18승 10패, 방어율 2.96으로 시즌을 끝마쳤다. 이때까지 16시즌을 브레이브스맨으로서 보내며 토박이 인기선수였지만, 같은 해 신 노사협상 때 선수대표로서 앞장 선 글래빈을 「탐욕이 강한 선수의 대표」라며 반감을 가진 선수도 있었다. 시즌 종료후에는 FA가 되어 4년계약을 희망했지만, 구단은 후반기에 좋지 못한 컨디션을 이유로 거부했다. 2002년 12월 5일에 뉴욕 메츠와 3년 총액 3,500만 달러, 4년째의 옵션을 포함하면 4,250만 달러로 계약했다.

### 뉴욕 메츠

#### 2003년 ~ 2007년
이적 후 첫 해인 2003년에는 9승 14패, 방어율 4.52라는 저조한 성적을 끝마치며 그것과 함께 1989년부터 14년동안 이어오던 두자리수 승리가 끊겼고, 팀도 지구 최하위로 시즌을 마쳤다. 2004년에는 전반기에 7승 7패, 방어율 2.66이였지만 후반기에는 제구가 안좋아져 4승 7패, 방어율 5.06의 성적으로 시즌을 마쳤다. 시즌성적으로는 11승 14패, 방어율 3.60으로 전년과 패배 수는 같았지만 방어율은 개선됐다. 8월 10일에는 교통사고를 당했다. 2005년에는 선발진에 부상자가 속출하던 도중, 페드로 마르티네스와 함께 시즌 끝까지 선발 로테이션을 지키며 13승 13패로 팀을 포스트시즌 경쟁을 할 수 있게 했다.
2006년에는 8월중순에 혈행장애로 인해 정밀검사를 받았지만, 경증으로 투약치료가 가능했기 때문에 약 2주정도 팀에서 빠졌다. 그리고 같은 해, 리그 2위에 해당되는 15승을 기록한다. 시즌 종료 후 구단이 옵션을 행사하지 않아 위약금을 지불하고 FA가 되어 브레이브스로 복귀한다는 말이 떠돌았지만, 1년 750만 달러로 잔류한다. 그 이유는 브레이브스가 계약조항에 트레이드를 안한다는 조항을 추가하지 않았기 때문이라고 말해진다.
통산 300승까지 10승을 남긴 2007년에는 8월 5일에 있었던 컵스전에서 역사상 23번째로 300승을 달성한다. 팀은 9월 12일까지 지구 2위인 필라델피아 필리스에게 7게임 앞서고 있었지만, 그때부터 빠른 속도로 하락하기 시작한다. 그 결과 필리스에게 동률로 따라잡히고, 시즌 마지막 경기인 말린스전에서 선발로 등판했지만, 1아웃을 잡은채 7실점을 하여 패전투수가 되고, 팀은 플레이오프 진출을 놓쳤다. 경기 종료 후 인터뷰에서의 냉정한 자기분석으로 인해 엄청난 야유와 함께 칭찬의 소리가 높아졌다. 시즌 종료 후, 1,300만 달러의 옵션을 파기하고 FA가 되고, 같은 해 11월 19일에 1년 800만 달러로 5년 만에 친정팀인 브레이브스로 복귀한다.

### 브레이브스로 복귀, 그리고 은퇴

#### 2008년 ~ 2010년

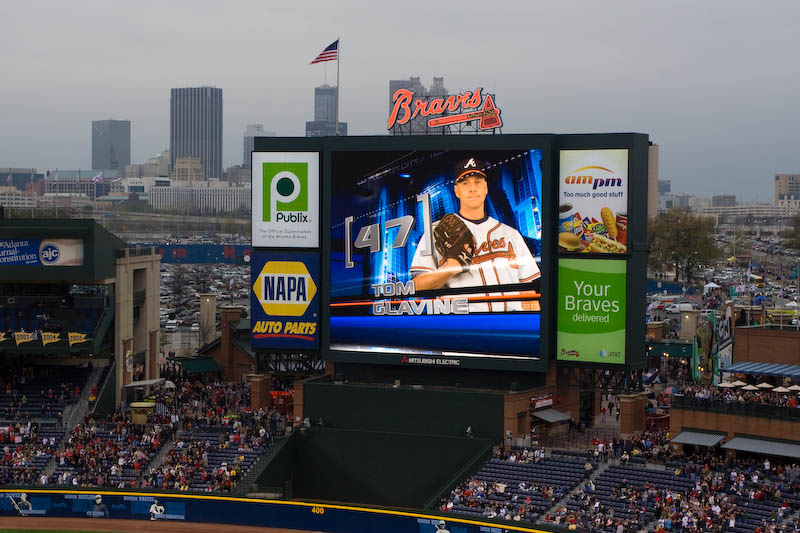
2008년, 터너 필드에서 글래빈의 브레이브스에서의 첫 경기가 소개됐다.

2008년에는 4월 18일에 허벅지 부상으로 인해 자신의 22년간의 경력 중 처음으로 부상자 명단에 오른다. 그리고 그 해에는 2승 4패, 방어율 5.52로 시즌을 마친다. 오프시즌에는 일단 FA가 됐지만, 2009년 2월 19일에 1년 100만 달러에 재개약한다. 6월 2일에는 전력 외 통지를 받아 결국 2010년 2월 11일에 정식으로 은퇴를 선언한다.
2010년 5월에 브레이브스는 글래빈의 등번호 『47』을 영구 결번으로 지정할 것을 발표하고, 그 해 8월 6일에는 은퇴식을 할 것도 발표했다.

#### 은퇴

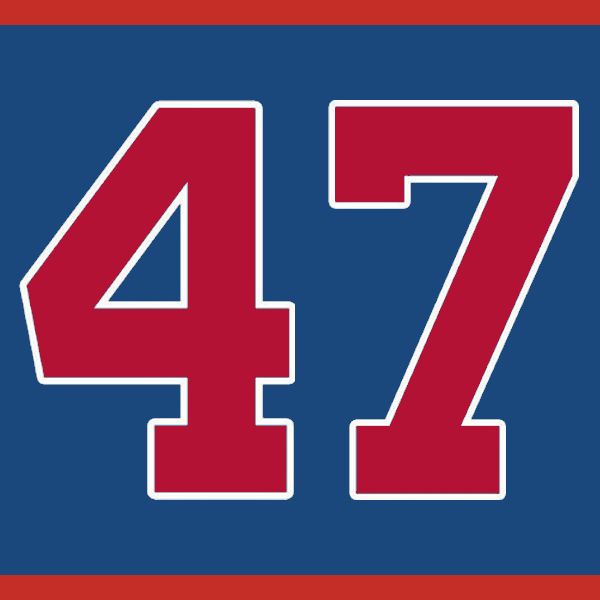
2010년에는 글래빈의 등번호인 47번이 애틀랜타 브레이브스의 영구 결번으로 지정되었다.

메이저 데뷔 이후부터 은퇴를 할 때까지 단 한번도 구원등판이 없었다. 2011시즌 종료를 기준으로 글래빈의 선발등판수인 682경기는 메이저 리그 역사상 11위이며, 글래빈의 상위에 있는 사람들은 전부 구원등판이 있었고(로저 클레멘스 2경기, 그레그 매덕스도 4경기의 구원등판이 있다), 따라서 「한번도 구원등판을 하지 않은 투수」로는 메이저 리그역사상 최다등판이다. 덧붙여서, 구원등판이 없는 투수의 경기순위 중 2위는 현재 양키스에서 뛰고 있는 CC 사바시아의 415경기(2013시즌 종료 기준)이며, 3위는 브루어스 출신의 베테랑 우완투수이며 2012년 은퇴를 한 벤 쉬츠의 250경기이다.

## 선수로서의 특징

### 투구
전성기 때의 속구(포심, 투심)의 구속은 93 mph(약 150 km/h), 평소에는 140~145 km/h정도였지만 제구력이 무척 좋아 「세계 최고의 기교파 좌완투수」라고 평가 밭을 정도로, 종종 브레이브스시절 팀 동료였던 매덕스와 병칭된다. 변화구는 슬라이더, 커브, 서클 체인지업 등이 있으며, 특히 서클 체인지업의 평가가 높다. 골든 글러브를 수상했던 적은 없지만, 수비와 견제에서의 평가는 좋았다. 다승왕 5회는 워렌 스판(8회), 피트 알렉산더(6회), 밥 펠러(6회), 월터 존슨(6회)에 이어 5위와 타이이다.
클레멘스와 매덕스 등과 비교하면 WHIP과 방어율이라는 투구내용을 나타내는 수치가 비교적 좋지 않다. 하지만, 퀄리티 스타트(6이닝 3실점 이하)의 수는, 이 기록이 제정되었던 2000년이후로는 1위를 지키고 있다. 이것은 팀의 승리를 이끄는 피칭을 해왔다는 것을 알 수 있다.

### 타격
글래빈은 타격이 좋은 투수로서도 유명하며, 1991년, 1995년, 1996년, 1998년이라는 4년동안 실버슬러거를 수상했다. 희생타를 잘 치는 것으로 유명하며, 자신의 야구 커리어의 끝이 되어가는 2007년까지는 213개의 희생타를 기록하고 있었다(당시 현역 2위). 그리고 2001년에는 최다 희생타를 기록하기도 했다.

## 수상 경력
- 사이 영 상 2회 : 1991년, 1998년
- 다승왕 5회 : 1991년 ~ 1993년, 1998년, 2000년
- 실버슬러거 4회 : 1991년, 1995년, 1996년, 1998년
- 월드시리즈MVP 1회 : 1995년
- 메이저 리그 올스타전 선출 10회 : 1991년 ~ 1993년, 1996년 ~ 1998년, 2000년, 2002년, 2004년, 2006년

## 연도별 투구 성적
| 연 도      | 소 속      | 등 판 | 선 발 | 완 투 | 완 봉 | 무 4 구 | 승 리 | 패 전 | 세 이 브 | 홀 드 | 승 률 | 타 자 | 이 닝  | 피 안 타 | 피 홈 런 | 볼 넷 | 고 4 | 몸 맞 | 탈 삼 진 | 폭 투 | 보 크 | 실 점 | 자 책 점 | 평 자 책 | W H I P |
| ---------- | ---------- | ----- | ----- | ----- | ----- | ------- | ----- | ----- | -------- | ----- | ----- | ----- | ------ | -------- | -------- | ----- | ---- | ----- | -------- | ----- | ----- | ----- | -------- | -------- | ------- |
| 1987년     | ATL        | 9     | 9     | 0     | 0     | 0       | 2     | 4     | 0        | --    | .333  | 238   | 50.1   | 55       | 5        | 33    | 4    | 3     | 20       | 1     | 1     | 34    | 31       | 5.54     | 1.75    |
| 1988년     | ATL        | 34    | 34    | 1     | 0     | 0       | 7     | 17    | 0        | --    | .292  | 844   | 195.1  | 201      | 12       | 63    | 7    | 8     | 84       | 2     | 2     | 111   | 99       | 4.56     | 1.35    |
| 1989년     | ATL        | 29    | 29    | 6     | 4     | 2       | 14    | 8     | 0        | --    | .636  | 766   | 186.0  | 172      | 20       | 40    | 3    | 2     | 90       | 2     | 0     | 88    | 76       | 3.68     | 1.14    |
| 1990년     | ATL        | 33    | 33    | 1     | 0     | 0       | 10    | 12    | 0        | --    | .455  | 929   | 214.1  | 232      | 18       | 78    | 10   | 1     | 129      | 8     | 1     | 111   | 102      | 4.28     | 1.45    |
| 1991년     | ATL        | 34    | 34    | 9     | 1     | 4       | 20    | 11    | 0        | --    | .645  | 989   | 246.2  | 201      | 17       | 69    | 6    | 2     | 192      | 10    | 2     | 83    | 70       | 2.55     | 1.09    |
| 1992년     | ATL        | 33    | 33    | 7     | 5     | 1       | 20    | 8     | 0        | --    | .714  | 919   | 225.0  | 197      | 6        | 70    | 7    | 2     | 129      | 5     | 0     | 81    | 69       | 2.76     | 1.19    |
| 1993년     | ATL        | 36    | 36    | 4     | 2     | 3       | 22    | 6     | 0        | --    | .786  | 1014  | 239.1  | 236      | 16       | 90    | 7    | 2     | 120      | 4     | 0     | 91    | 85       | 3.20     | 1.36    |
| 1994년     | ATL        | 25    | 25    | 2     | 0     | 0       | 13    | 9     | 0        | --    | .591  | 731   | 165.1  | 173      | 10       | 70    | 10   | 1     | 140      | 8     | 1     | 76    | 73       | 3.97     | 1.47    |
| 1995년     | ATL        | 29    | 29    | 3     | 1     | 0       | 16    | 7     | 0        | --    | .696  | 822   | 198.2  | 182      | 9        | 66    | 0    | 5     | 127      | 3     | 0     | 76    | 68       | 3.08     | 1.25    |
| 1996년     | ATL        | 36    | 36    | 1     | 0     | 0       | 15    | 10    | 0        | --    | .600  | 994   | 235.1  | 222      | 14       | 85    | 7    | 0     | 181      | 4     | 0     | 91    | 78       | 2.98     | 1.30    |
| 1997년     | ATL        | 33    | 33    | 5     | 2     | 1       | 14    | 7     | 0        | --    | .667  | 970   | 240.0  | 197      | 20       | 79    | 9    | 4     | 152      | 3     | 0     | 86    | 79       | 2.96     | 1.15    |
| 1998년     | ATL        | 33    | 33    | 4     | 3     | 0       | 20    | 6     | 0        | --    | .769  | 934   | 229.1  | 202      | 13       | 74    | 2    | 2     | 157      | 3     | 0     | 67    | 63       | 2.47     | 1.20    |
| 1999년     | ATL        | 35    | 35    | 2     | 0     | 1       | 14    | 11    | 0        | 0     | .560  | 1023  | 234.0  | 259      | 18       | 83    | 14   | 4     | 138      | 2     | 0     | 115   | 107      | 4.12     | 1.46    |
| 2000년     | ATL        | 35    | 35    | 4     | 2     | 1       | 21    | 9     | 0        | 0     | .700  | 992   | 241.0  | 222      | 24       | 65    | 6    | 4     | 152      | 0     | 0     | 101   | 91       | 3.40     | 1.19    |
| 2001년     | ATL        | 35    | 35    | 1     | 1     | 0       | 16    | 7     | 0        | 0     | .696  | 929   | 219.1  | 213      | 24       | 97    | 10   | 2     | 116      | 2     | 0     | 92    | 87       | 3.57     | 1.41    |
| 2002년     | ATL        | 36    | 36    | 2     | 1     | 1       | 18    | 11    | 0        | 0     | .621  | 936   | 224.2  | 210      | 21       | 78    | 8    | 8     | 127      | 2     | 0     | 85    | 74       | 2.96     | 1.28    |
| 2003년     | NYM        | 32    | 32    | 0     | 0     | 0       | 9     | 14    | 0        | 0     | .391  | 791   | 183.1  | 205      | 21       | 66    | 7    | 2     | 82       | 2     | 0     | 94    | 92       | 4.52     | 1.48    |
| 2004년     | NYM        | 33    | 33    | 1     | 1     | 0       | 11    | 14    | 0        | 0     | .440  | 904   | 212.1  | 204      | 20       | 70    | 10   | 0     | 109      | 0     | 0     | 94    | 85       | 3.60     | 1.29    |
| 2005년     | NYM        | 33    | 33    | 2     | 1     | 0       | 13    | 13    | 0        | 0     | .500  | 901   | 211.1  | 227      | 12       | 61    | 5    | 3     | 105      | 1     | 0     | 88    | 83       | 3.53     | 1.36    |
| 2006년     | NYM        | 32    | 32    | 0     | 0     | 0       | 15    | 7     | 0        | 0     | .682  | 842   | 198.0  | 202      | 22       | 62    | 7    | 6     | 131      | 1     | 0     | 94    | 84       | 3.82     | 1.33    |
| 2007년     | NYM        | 34    | 34    | 1     | 1     | 0       | 13    | 8     | 0        | 0     | .619  | 855   | 200.1  | 219      | 23       | 64    | 2    | 4     | 89       | 2     | 0     | 102   | 99       | 4.45     | 1.41    |
| 2008년     | ATL        | 13    | 13    | 0     | 0     | 0       | 2     | 4     | 0        | 0     | .333  | 281   | 63.1   | 67       | 11       | 37    | 4    | 1     | 37       | 0     | 0     | 40    | 39       | 5.54     | 1.64    |
| 통산：22년 | 통산：22년 | 682   | 682   | 56    | 25    | 14      | 305   | 203   | 0        | 0     | .600  | 18604 | 4413.1 | 4298     | 356      | 1500  | 145  | 66    | 2607     | 65    | 7     | 1900  | 1734     | 3.54     | 1.31    |

- 각년도의 굵은 글씨는 리그 최고.